# Kualin
Kualin ist ein indonesischer Distrikt (Kecamatan) im Westen der Insel Timor.

## Geographie
| „Dorf“ (Desa) | Verwaltungssitz | Fläche    | Einwohner | Bevölkerungs- dichte |
| ------------- | --------------- | --------- | --------- | -------------------- |
| Toineke       | Bespenu         | 39,30 km² | 2.715     | 69                   |
| Tuafanu       | Tuafanu         | 33,55 km² | 3.388     | 100                  |
| Kiufatu       | Oehan           | 17,11 km² | 3.344     | 195                  |
| Kualin        | Lani            | 25,31 km² | 2.439     | 96                   |
| Oni           | Buni            | 17,71 km² | 2.028     | 114                  |
| Tuapakas      | Tuapakas        | 20,76 km² | 2.609     | 125                  |
| Nunusunu      | Pob             | 33,26 km² | 4.055     | 121                  |
| Oemaman       | Oemaman         | 8,84 km²  | 1.171     | 132                  |

Der Distrikt befindet sich im Südwesten des Regierungsbezirks Südzentraltimor (Timor Tengah Selatan) der Provinz Ost-Nusa-Tenggara (Nusa Tenggara Timur) an der Küste der Timorsee. Das Meer befindet sich im Süden des Distrikts. Im Westen liegt der Distrikt Süd-Amanuban (Amanuban Selatan), im Norden der Distrikt Kuan Fatu und im Nordosten schließlich der Distrikt Kolbano.
Kualin hat eine Fläche von 195,84 km² und teilt sich in die acht Desa Toineke, Tuafanu, Kiufatu, Kualin, Oni, Tuapakas, Nunusunu und Oemaman. Die Desa unterteilen sich wiederum in insgesamt 28 Dusun (Unterdörfer). Der Verwaltungssitz befindet sich in Lani im Desa Kualin.  Lani ist auch der höchstgelegene Ort im Distrikt, mit einer Höhe von 247 m über dem Meer. Meereszugang haben alle Desa, außer Kiufatu, Nunusunu und Oemaman. Das tropische Klima teilt sich, wie sonst auch auf Timor, in eine Regen- und eine Trockenzeit. Regen fällt zwischen Januar und August, während von September bis Dezember Trockenheit herrscht. 2017 wurden über das Jahr hinweg insgesamt Niederschläge von 1057,5 Millimetern gemessen.

## Flora
Im Distrikt finden sich unter anderen Vorkommen von Palmengewächsen und Tamarinden.

## Einwohner
2017 lebten in Kualin 21.749 Einwohner. 10.907 waren Männer, 10.842 Frauen. Die Bevölkerungsdichte lag bei 111 Personen pro Quadratkilometer. Im Distrikt gibt es zwei katholische und neun protestantische Kirchen und Kapellen und zwei Moscheen.

## Wirtschaft, Infrastruktur und Verkehr
Die meisten Einwohner des Distrikts leben von der Landwirtschaft. Als Haustiere werden Rinder (8.449), Pferde (zwölf), Schweine (9.241), Ziegen (2.770), Enten (149) und Hühner (22.428) gehalten. Auf 1.798 Hektar wird Mais angebaut, auf acht Hektar Reis, auf 108 Hektar Maniok, auf drei Hektar Erdnüsse und auf 40 Hektar grüne Mungbohnen. Weitere landwirtschaftliche Produkte sind Zwiebeln, Knoblauch, Kohl, Chili, Auberginen, Spinat, Avocado, Mango, Tangerinen, Orangen, Brotfrüchte, Papayas, Bananen, Jackfrüchte und Sirasak.
In Kualin gibt es 19 Grundschulen, acht Mittelschulen und fünf weiterführende Schule. Zur medizinischen Versorgung stehen ein kommunales Gesundheitszentrum (Puskesmas) und drei medizinische Versorgungszentren (Puskesmas Pembantu). Im Distrikt sind 13 Hebammen und vier Krankenschwester ansässig. Dauerhaft anwesende Ärzte fehlen.